# Victoria Barrett
Victoria Ann Barrett (* 20. November 1957 als Victoria Ann Keesecker) ist eine US-amerikanische Schauspielerin und Filmschaffende.

## Leben
Barrett wurde 1957 in den Vereinigten Staaten geboren. In erster Ehe war sie mit dem über 30 Jahre älteren Anwalt und Filmschaffenden E. Barrett Prettyman Jr. (1925–2016) verheiratet. In zweiter Ehe ist sie mit dem Geschäftsmann Thomas Ray Wheelock verheiratet. Sie wirkte ab Mitte der 1980er Jahre bis zum Jahr 1993 in verschiedenen Filmen als Schauspielerin mit. Unter anderem wirkte sie in dem 1986 erschienenen America 3000 mit, der aufgrund des Sexismus von Kritikern schlecht bewertet wurde. 2001 war sie für das Drehbuch, die Regie und die Produktion für die Dokumentation The Desperate Hours zuständig. 2008 übernahm sie die Regie und die Produktion für die Dokumentation Journey of Faith.

## Filmografie

### Schauspiel
- 1984: Over the Brooklyn Bridge
- 1985: Heiße Ferien (Hot Resort)
- 1985: Hot Chili
- 1986: America 3000
- 1987: Drei abgebrühte Supercops (Three Kinds of Heat)
- 1991: Cheers (Fernsehserie, Episode 9x23)
- 1993: Russian Holiday

### Filmschaffende
- 2001: The Desperate Hours (Produktion, Regie)
- 2008: Journey of Faith (Drehbuch, Produktion, Regie)